# イワカガミ属
イワカガミ属（いわかがみぞく、Schizocodon）はイワウメ科の属の一つ。

## 特徴
常緑の多年草。茎は細く地を這って、数枚の葉が先端に束生する。葉は長い柄をもち、形は卵形または広楕円形で、多くは縁にとがった鋸歯をもつ。花は、束生した葉の中央から長い花柄を伸ばし、総状花序をつける。萼片は5枚、花冠は5裂した漏斗形で、裂片の縁はさらに細かく裂ける。5本の雄蕊があり、5本の仮雄蕊がある。

## 分布、分類
日本に2種あるだけの小さな固有属である。
欧米では本属をイワウチワ属 Shortia に含めることが一般的であった。しかし、近年のDNA分子系統学的解析により、本属とイワウチワ属との関係は側系統であり異質であることがわかった。したがって、本属の Schizocodon を認めることが適切であるとしている。

## 種
- イワカガミ Schizocodon soldanelloides Siebold et Zucc. var. soldanelloides[2]
- ヒメイワカガミ Schizocodon ilicifolius Maxim.[3]